# RandstadRail 3
Lijn 3 van RandstadRail is een lightrailverbinding in de regio Haaglanden, in de Nederlandse provincie Zuid-Holland. De lijn wordt gereden door HTM. Het is de langste lijn van alle HTM - lijnen. Tevens is het de langste tram-trein/lightrail in Nederland. 
Van 2008 t/m 2011 werd een gedeelte van het traject ook bereden met het lijnnummer 3K.

## Route en dienstregeling
De lijn verbindt de wijk Waldeck, met name Arnold Spoelplein, in stadsdeel Loosduinen via de Laan van Meerdervoort, Koningin Emmakade, langs HMC Westeinde, Brouwersgracht, door de tramtunnel, via het NS-station Centraal, het Beatrixkwartier, het NS-station Laan van Nieuw Oost Indië, door Voorburg, Leidschendam, Leidschenveen, door Zoetermeer over de Krakeling (linksom) met Zoetermeer Centrum-West als eindbestemming.
Tramlijn 3 rijdt op werkdagen en op zaterdag overdag iedere 10 minuten. Op de werkdagen rijdt tramlijn 34 als extra en ter ondersteuning op het traject tussen Den Haag De Savornin Lohmanplein en Zoetermeer Seghwaert van tramlijn 3. 's Avonds, zaterdagochtend en zondag rijdt tramlijn 3 met een lagere frequentie van iedere 15 minuten.

## Geschiedenis

### 2007-heden
- 12 februari 2007: RandstadRail 3 werd ingesteld op het traject Loosduinen - Centraal Station. Dit was een overname van het traject van de Haagse tramlijn 3, die op dezelfde dag werd opgeheven.
- 20 oktober 2007: RandstadRail 3 nam het trajectgedeelte Den Haag Centraal - Zoetermeer Seghwaert in gebruik.
- 27 oktober 2007: Het traject Zoetermeer Seghwaert - Centrum-West werd toegevoegd aan het traject, zodat toen de gehele lijn operationeel was. Het toegevoegde traject werd overgenomen van de voormalige NS-spoorlijn Zoetermeer Stadslijn, die op 3 juni 2006 was opgeheven.
- 20 oktober 2008: Een ondersteunende spitslijn 3K werd ingesteld op het traject Den Haag De Savornin Lohmanplein - Zoetermeer Centrum-West. Vanaf Centrum-West reed RandstadRail 3K verder als RandstadRail 3 richting Dorp (vanaf perron 2 in plaats van perron 3) en vice versa (vanaf perron 1), waardoor er dus weer sprake zou zijn van "rechtsomrijdende" voertuigen. Op het traject Den Haag HMC Westeinde - Zoetermeer Centrum-West werd in combinatie met RandstadRail 4 in de spits gereden met een frequentie van één tram per twee en een halve minuut. RandstadRail 3K werd ook ingezet op de late zaterdagavond tussen Den Haag Centraal Station en Zoetermeer Centrum-West.[1]
- 22 augustus 2011: RandstadRail 3K reed van De Savornin Lohmanplein t/m halte Centraal Station. Daarna reed RandstadRail 3K zonder passagiers naar Laan van NOI en keerde terug naar Centraal Station. RandstadRail 3K reed met een frequentie van maandag t/m vrijdag om de 10 minuten in de spits. RandstadRail 3 reed tijdens/buiten de spits om de 10 minuten. 's Avonds en in het weekend reed RandstadRail 3 om de 15 minuten.
- 12 december 2011: RandstadRail 3K reed zonder de letter K. Er reden veel trams met 4 verschillende eindbestemmingen.
- 9 januari 2012: Van zondag t/m vrijdag na 22.15 uur reed RandstadRail 3 in twee delen. Het eerste stuk Loosduinen - Brouwersgracht en het tweede stuk Laan van NOI - Zoetermeer Centrum-West. Tussen Brouwersgracht en Laan van NOI reed pendelbus 73. Dit in verband met werkzaamheden op het Centraal Station.
- 6 januari 2013: RandstadRail 3 reed in de avond na 22.15 uur weer zijn normale route. De werkzaamheden aan het dak op het Centraal Station waren afgerond.
- 6 juni 2014: RandstadRail 3 reed tot en met 15 juni 2014 en op 30 en 31 augustus 2014 de volgende twee delen: Loosduinen - Goudenregenstraat en Monstersestraat - Zoetermeer Centrum-West. Tussen Fahrenheitstraat en MCH Westeinde reed bus 63. Dit vanwege werkzaamheden op de Valkenbosbrug en op de Waldeck Pyrmontkade.
- 16 juni 2014: RandstadRail 3 reed tot en met 29 augustus 2014 de volgende twee delen: Loosduinen - Goudenregenstraat en Fahrenheitstraat - Zoetermeer Centrum-West. Dit vanwege werkzaamheden op de Valkenbosbrug. Op deze dagen werden er geen extra voertuigen ingezet.[2]
- 23 juli 2020: Er werd een lijn 34 ingesteld om in lijn 3 en 4 gedeeltelijk te versterken. Na een onderbreking tussen oktober 2020 en januari 2021 ging lijn 34 weer rijden.
- 17 juli 2021: Wegens werkzaamheden bij het Centraal Station (Hoog) en bij de tramtunnel Grote Marktstraat werd lijn 3 tot 15 augustus 2021 in 2 delen gesplist. Lijn 3A reed van Den Haag Loosduinen naar Den Haag Centraal (Rijnstraat) v.v., waarbij er vanaf de Brouwersgracht een lus door het Centrum werd gereden. Lijn 3A werd gereden met andere trams dan normaal, namelijke de Avenio. Lijn 3B reed van Station Den Haag Laan van NOI (Hoog) naar Zoetermeer Centrum v.v . In deze periode reed lijn 34 niet.
- 8 juli 2023: Wegens werkzaamheden op de Lijnbaan en Laan van Meerdervoort werd lijn 3 tot 4 augustus 2023 vanuit Zoetermeer ingekort en reed deze via normaliter nooit gebruikte sporen op de helling na Centraal Station, en daarna via Kalvermarkt-Stadhuis, Hofweg en Gravenstraat, en keerde hij om de Grote Kerk heen zonder rondje om de kerk. De route naar Loosduinen werd gereden door buslijn 33. Op het Centraal Station waren alleen de middensporen in gebruik.

## Traject

### Achtergrond
Het traject van RandstadRail 3 is een combinatie van twee lijnen. Het trajectgedeelte Centraal Station - Loosduinen is overgenomen van de voormalige Haagse tramlijn 3. Het trajectgedeelte Centraal Station - Zoetermeer is overgenomen van de Zoetermeer Stadslijn, een voormalige NS-spoorlijn die is opgeheven op 3 juni 2006. De lijn van RandstadRail wordt geëxploiteerd door de Haagse vervoermaatschappij HTM.
Gezien het feit dat er tussen Den Haag Centraal en Zoetermeer, en in Zoetermeer, alleen ongelijkvloerse kruisingen zijn, kan de lijn hier gezien worden als metrolijn. In Den Haag is er na verlaten van de tramtunnel aan de zuidelijke kant sprake van een "gewone" tramlijn en geen sneltramlijn. De voertuigen kunnen maximaal 80 km/h rijden; op het tramnetwerk van Den Haag is de snelheid om veiligheidsredenen beperkt tot maximaal 50 km/h.
De drie lijnen van RandstadRail delen op diverse plaatsen hun traject. Het trajectgedeelte HMC Westeinde - Seghwaert wordt zowel door RandstadRail 3 als door RandstadRail 4 bereden. Het trajectgedeelte Laan van Nieuw Oost Indië - Leidschenveen wordt tevens gedeeld met RandstadRail metrolijn E.
Op het Haagse stadstrajectdeel worden diverse baanvakken gedeeld met Haagse tramlijnen.

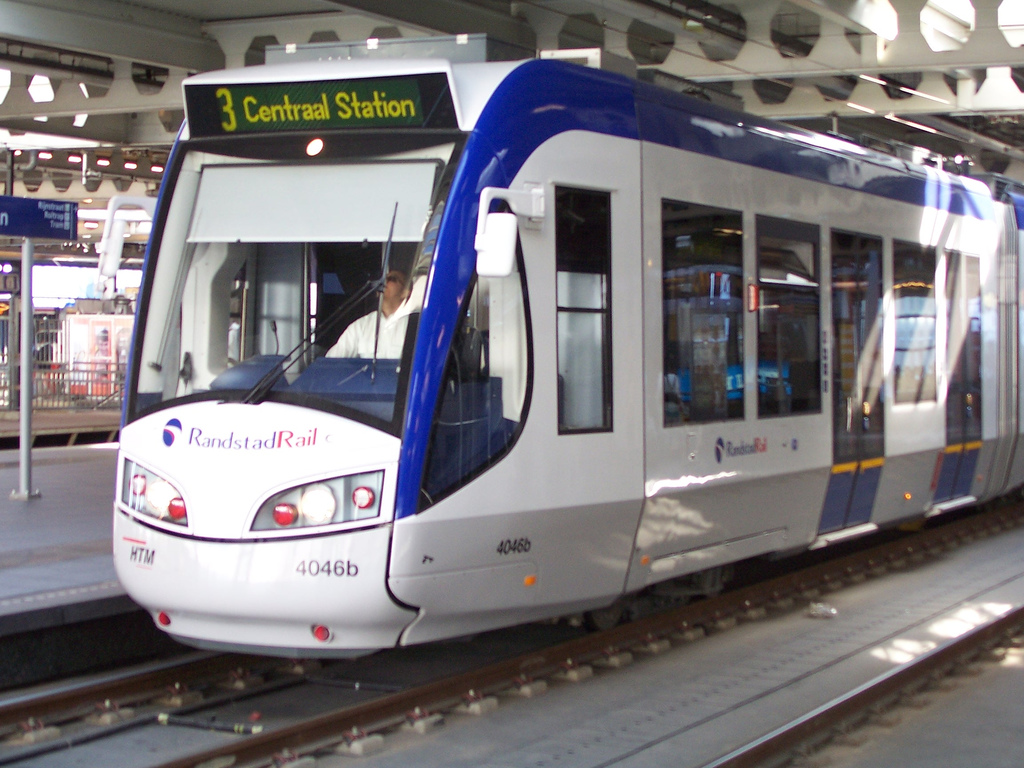
RandstadRail 3 op Den Haag Centraal.
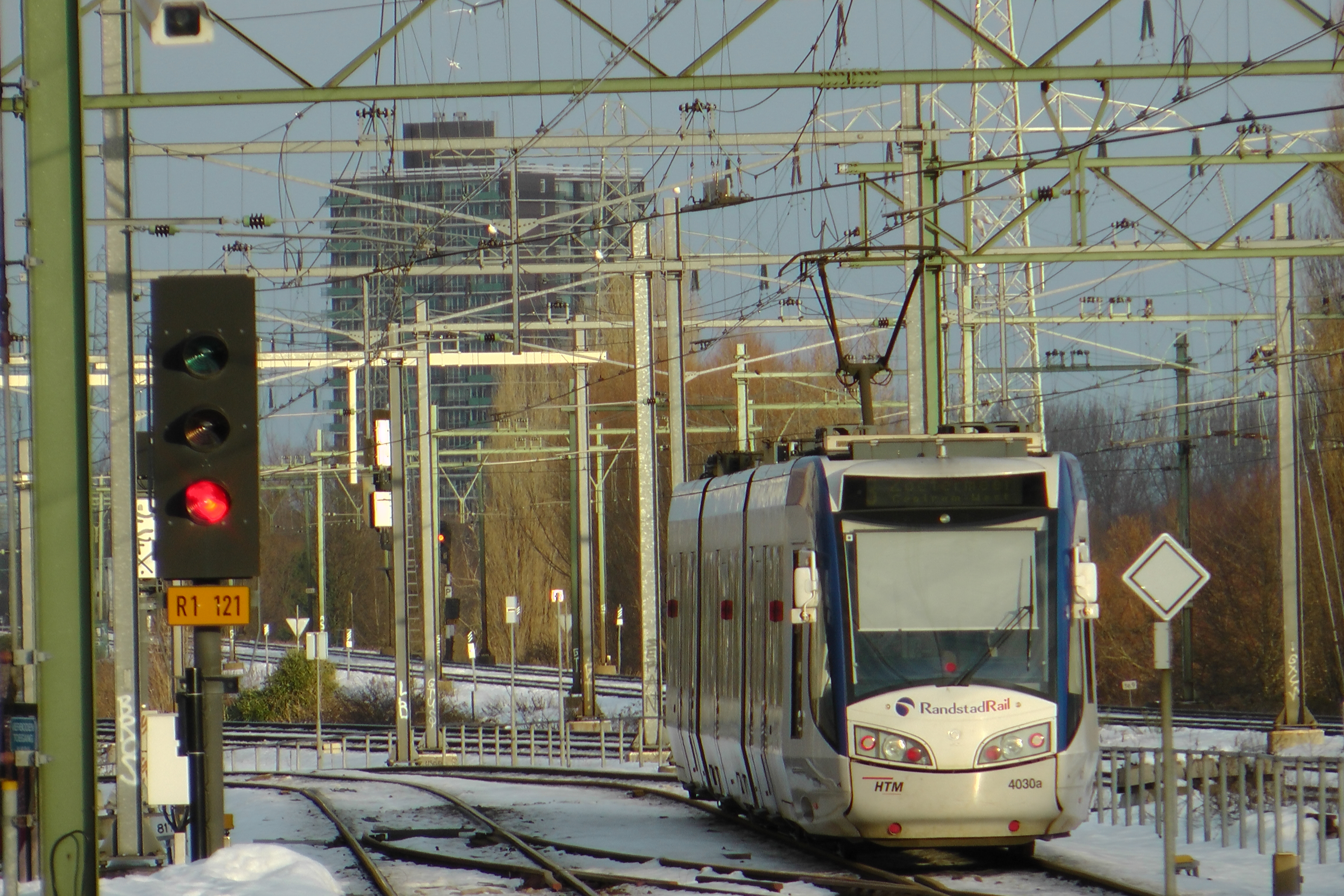
RandstadRail 3 vertrokken van Laan van NOI.

### Infrastructuur
Om de nieuwe verbinding mogelijk te maken is de al bestaande infrastructuur aangepast en uitgebreid:
- In Zoetermeer is aan de voormalige stadslijn nabij station Seghwaert een nieuwe aftakking toegevoegd ten behoeve van RandstadRail 4.
- Het meest westelijke station binnen Zoetermeer, station Voorweg, waar de stadslijn zichzelf kruist, is verbouwd tot een kruisingsstation. Langs de onderste sporen (Voorweg Laag) bevonden zich al perrons; op het bovenste niveau (Voorweg Hoog) zijn bij de verbouwing ook perrons gerealiseerd. Hier was in de oude situatie geen station (hoewel daar in het verleden wel plannen voor zijn geweest). De beide niveaus zijn met trappen en liften met elkaar verbonden. Station Voorweg heeft daardoor een overstapfunctie gekregen.
- De Haagse Vinex-wijk Leidschenveen en het nabijgelegen bedrijventerrein Forepark hebben beide een eigen station gekregen. Het station Leidschenveen ligt vlak bij de splitsing van de RandstadRaillijnen naar Zoetermeer en naar Rotterdam. Voordat de ZoRo-busverbinding werd gerealiseerd, was dit station een belangrijk overstappunt voor de verbinding tussen Zoetermeer en Rotterdam.
- Tussen het Haagse station Laan van NOI en het bestaande premetro-viaduct bij station Den Haag Centraal is een nieuw viaduct gebouwd waarin ook de nieuwe halte Beatrixkwartier is opgenomen (de zogenaamde 'Netkous'). De lijnen van RandstadRail vanuit Zoetermeer kruisen vervolgens het Centraal Station bovenlangs en rijden door de tramtunnel naar het zuidwesten van de stad.
- Op diverse plaatsen in het stadstraject zijn de rails vernieuwd en op RandstadRailniveau gebracht.

Het project bestaat mede uit de inzet van sneltrams met een lage vloer en lage perrons tussen Den Haag en Zoetermeer.